# Neuburg
Neuburg es un barrio de Friburgo de Brisgovia en Baden-Wurtemberg, Alemania.

## Historia
Poco después de la fundación de Friburgo en el siglo XII el suburbio septentrional Neuburg (traducido: Neoburgo o Burgo Nuevo) fue creado. Después de la conquista de Friburgo por Francia, Sébastien Le Prestre de Vauban hizo desmantelar Neuburg por completo en 1677. Sólo al comienzo del siglo XIX el área fue repoblada de nuevo,

## Puntos de interés
- Jardín Municipal
- Viejo cementerio